# Jacques Gamblin
Jacques Gamblin (Granville, 16 november 1957) is een Franse acteur. Hij won in 2002 de Zilveren Beer van het Filmfestival van Berlijn en werd in zowel 1997 als in 2009 genomineerd voor een César.
Gamblin had oorspronkelijk geen ambitie om acteur te worden, maar doordat hij technicus was van een theatergroep raakte hij toch in het vak geïnteresseerd. Hij studeerde vervolgens aan de Comédie de Caen, waarna hij zich aansloot bij het Théâtre National de Bretagne in Rennes. Daar maakte hij zijn toneeldebuut in het Totemtheater in Saint-Brieuc.
In 1985 maakte Gamblin zijn (bioscoop)filmdebuut in Train d'enfer van Roger Hanin. Voor zijn rol in de film Pédale douce (1996) van Gabriel Aghion werd hij voor het eerst voor een acteerprijs genomineerd, een César. Hij schrijft zelf ook theaterstukken, waaronder Quincaillerie en te Toucher de la hanche.

## Filmografie
| - 1985: Train d'enfer van Roger Hanin - 1988: Périgord noir van Nicolas Ribowski - 1990: Il y a des jours... et des lunes van Claude Lelouch - 1992: Adeus Princesa van Jorge Paixão da Costa - 1992: La femme à abattre van Guy Pinon - 1992: Le belle histoire van Claude Lelouch - 1993: Tout ça... pour ça ! van Claude Lelouch - 1994: Les braqueuses van Jean-Paul Salomé - 1995: Sans soucis van Jean-Michel Isabel - 1995: À la vie, à la mort ! van Robert Guédiguian - 1995: Les Misérables van Claude Lelouch - 1995: Au petit Marguery van Laurent Bénégui - 1996: Mon homme van Bertrand Blier - 1996: Pédale douce van Gabriel Aghion - 1996: Une histoire d'amour à la con van Henri-Paul Korchia - 1997: Tenue correcte exigée van Philippe Lioret - 1997: Mauvais genre van Laurent Bénégui - 1998: Docteur Akagi van Shohei Imamura - 1999: Au cœur du mensonge van Claude Chabrol - 1999: Les Enfants du marais van Jean Becker - 2001: Mademoiselle van Philippe Lioret - 2001: Bella ciao van Stéphane Giusti - 2001: Laissez-passer van Bertrand Tavernier - 2002: Carnages van Delphine Gleize | - 2003: Dissonances van Jérôme Cornuau - 2003: À la petite semaine van Sam Karmann - 2004: 25 degrés en hiver van Stéphane Vuillet - 2004: Holy Lola van Bertrand Tavernier - 2005: L'enfer van Danis Tanovic - 2006: Gamblin, l'éternelle quête van Laurent Préyale - 2006: Serko van Joël Farges - 2006: Les Brigades du Tigre van Jérôme Cornuau - 2006: Les irréductibles van Renaud Bertrand - 2007: Fragile(s) van Martin Valente - 2007: Nos retrouvailles van David Oelhoffen - 2008: Enfin veuve van Isabelle Mergault - 2008: Le premier jour du reste de ta vie van Rémi Bezançon - 2009: Moi, Van Gogh van Peter Knapp - 2009: Bellamy van Claude Chabrol - 2010: Nous trois van Renaud Bertrand - 2010: Le nom des gens van Michel Leclerc - 2011: Ni à vendre ni à louer van Pascal Rabaté - 2011: Le Premier Homme van Gianni Amelio - 2012: À l'aveugle van Xavier Palud - 2013: Le jour attendra van Edgar Marie - 2014: De toutes nos forces van Nils Tavernier - 2014: Week-ends van Anne Villacèque - 2014: 24 jours van Alexandre Arcady - 2014: Hippocrate van Thomas Lilti |

## Televisie
- 2002 : Dissonances van Jérôme Cornuau
- 2004 : Le Voyageur sans bagage van Pierre Boutron (France 2)
- 2007 : Les Oubliées van Hervé Hadmar (serie, France 3)

## Theater
Gamblin speelde in verscheidene theaterstukken, waaronder in een versie Le Cid van Corneille.

## Prijzen
- 1997 : Césarnominatie voor Beste acteur in bijrol voor zijn rol in de film Pédale douce.
- 1998 : Prijs voor "Nieuw theatertalent" uitgereikt door het Société des auteurs et compositeurs dramatiques.
- 2002 : Zilveren Beer voor "Beste acteur" voor zijn rol in Laissez-passer.
- 2003 : Beste acteur op het festival van Saint-Tropez voor zijn rol in Dissonances.
- 2007 : Nominatie voor de Molière du comédien voor Confidences trop intimes.
- 2009 : Césarnominatie voor "Beste acteur" voor zijn rol in de film Le Premier Jour du reste de ta vie.